# Павлів Володимир Віталійович
Володи́мир Віта́лійович Павлі́в (6 грудня 1974, м. Львів, Українська РСР — 24 березня 2017, с. Новоолександрівка, Попаснянський район, Луганська область, Україна) — український військовик, сержант Збройних сил України, учасник російсько-української війни. Позивний «Огоньок».

## Життєпис

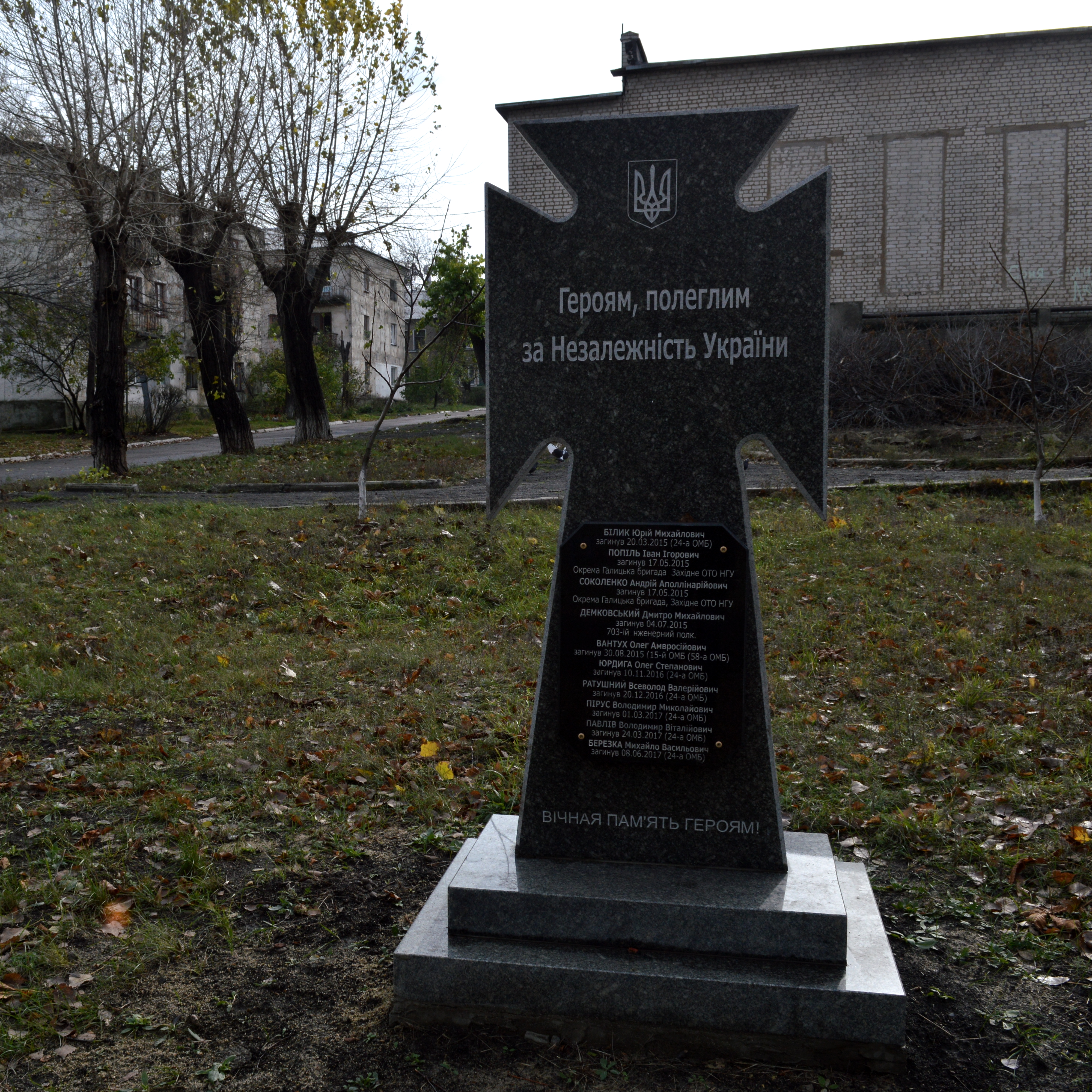
Пам'ятник загиблим українським воякам у селищі Новотошківське

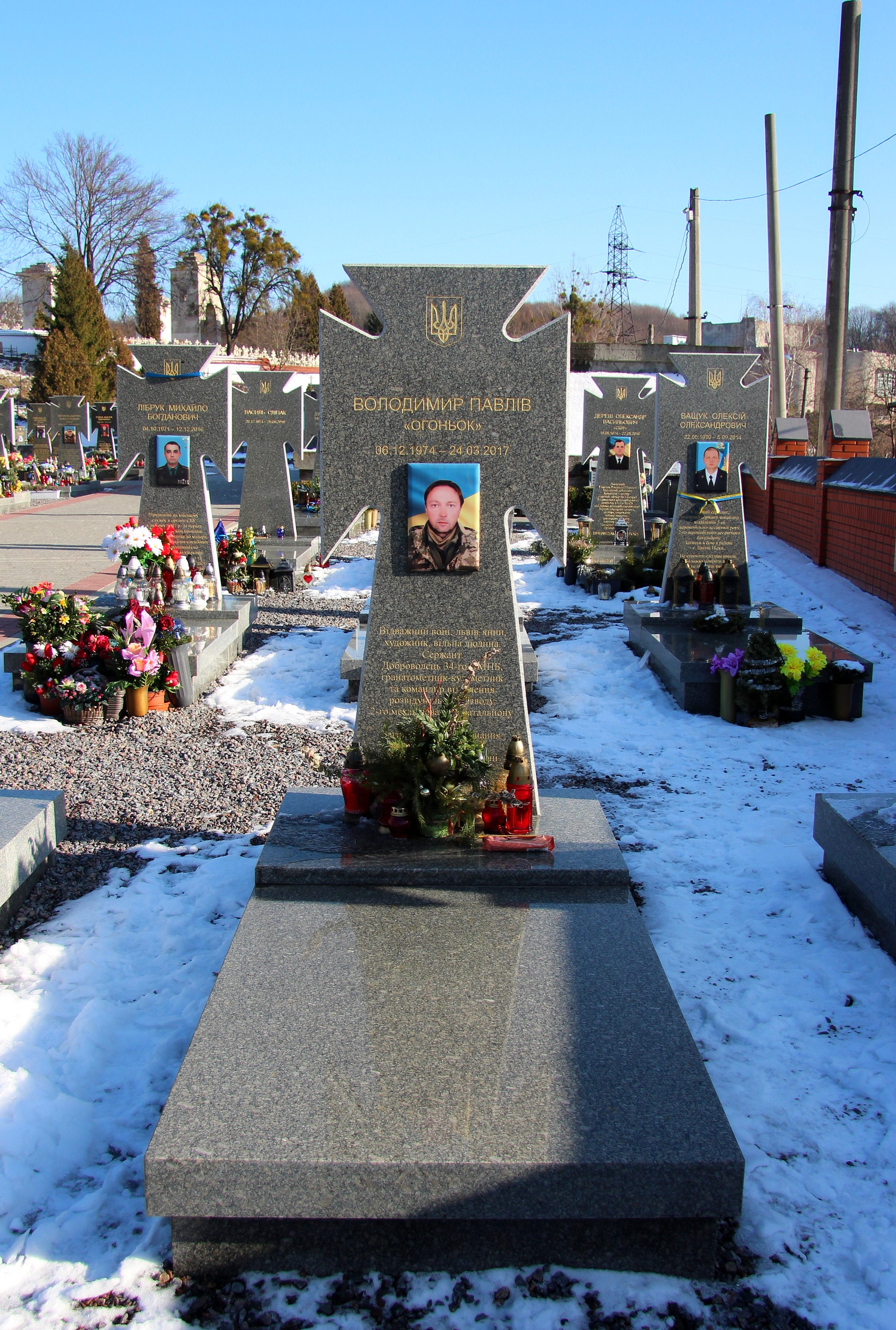

Народився 6 грудня 1974 року у Львові. Змалку дуже любив книги, вивчав іноземні мови, малював. Закінчив Львівську середню школу № 87. У 1993—1994 роках проходив строкову службу у лавах Національної гвардії України.
Понад 10 років мешкав у Нідерландах, бував у Великій Британії, Бельгії. Згодом повернувся до Львова.
Під час російської збройної агресії проти України в травні 2015 року пішов добровольцем на фронт у складі 34-го окремого мотопіхотного батальйону «Батьківщина».
У грудні 2016 року вступив на військову службу за контрактом.
Сержант, гранатометник-кулеметник — командир відділення розвідувального взводу механізованого батальйону 24-ї окремої механізованої бригади, в/ч А0998, м. Яворів.
24 березня 2017 року близько 17:00 загинув від уламкового поранення у голову внаслідок обстрілу взводного опорного пункту поблизу села Новоолександрівка Попаснянського району Луганської області.
Похований 28 березня на Личаківському цвинтарі, на Полі почесних поховань № 76.
Залишилися батьки, брат і сестра.

## Нагороди
- Указом Президента України № 12/2018 від 22 січня 2018 року, за особисту мужність і самовіддані дії, виявлені у захисті державного суверенітету та територіальної цілісності України, зразкове виконання військового обов'язку, нагороджений орденом «За мужність» III ступеня (посмертно)[5].

## Вшанування пам'яті
4 липня 2018 року у Львові на фасаді СЗШ № 87 було відкрито і освячено пам'ятну таблицю випускнику школи Володимиру Павліву.